# Liste der denkmalgeschützten Objekte in Považská Bystrica
Die Liste der denkmalgeschützten Objekte in Považská Bystrica enthält die 28 nach slowakischen Denkmalschutzvorschriften geschützten Objekte in der Gemeinde Považská Bystrica im Okres Považská Bystrica.

## Denkmäler
| Foto |                 | Denkmal / č. ÚZPF                          | Standort / Konskr. Nr.                                         | Offizielle Beschreibung                 | Beschreibung                                                    | Metadaten                                                                 |
| ---- | --------------- | ------------------------------------------ | -------------------------------------------------------------- | --------------------------------------- | --------------------------------------------------------------- | ------------------------------------------------------------------------- |
|      | Datei hochladen | Bodendenkmal(sk) ObjektID: 306-2225/1      | KG: Orlové Konskr.Nr.:                                         | neskúmané;Mohylník Hôrka                | nicht untersuchte, Hügelgräber Hôrka                            | č. NKP: 306-2225/1 Stand des NKP: 2012-02-28 Name: MOHYLNÍK               |
| ja   | Datei hochladen | Schloss(sk) ObjektID: 306-751/1            | Standort KG: Orlové Konskr.Nr.: 116                            | Balassovský kaštieľ                     | Herrenhaus Balassov                                             | č. NKP: 306-751/1 Stand des NKP: 2012-02-28 Name: KAŠTIEĽ                 |
| ja   | Datei hochladen | Park(sk) ObjektID: 306-751/2               | Standort KG: Orlové Konskr.Nr.:                                | Park pri kaštieli                       | Park am Herrenhaus                                              | č. NKP: 306-751/2 Stand des NKP: 2012-02-28 Name: PARK                    |
| ja   | Datei hochladen | Kapelle(sk) ObjektID: 306-756/0            | Standort KG: Považská Bystrica Konskr.Nr.:                     | r.k.sv.Heleny                           | römisch-katholische Kapelle St. Helena                          | č. NKP: 306-756/0 Stand des NKP: 2012-02-28 Name: KAPLNKA                 |
| ja   | Datei hochladen | Kapelle(sk) ObjektID: 306-757/1            | Standort KG: Považská Bystrica Konskr.Nr.:                     | r.k.sv.Márie Magdalény;ústredná kaplnka | römisch-katholische Kapelle St. Maria Magdalena, Zentralkapelle | č. NKP: 306-757/1 Stand des NKP: 2012-02-28 Name: KAPLNKA                 |
| ja   | Datei hochladen | Kreuzwegkapelle(sk) ObjektID: 306-757/2    | Standort KG: Považská Bystrica Konskr.Nr.:                     | 1.zastavenie                            | 1. Kreuzwegstation                                              | č. NKP: 306-757/2 Stand des NKP: 2012-02-28 Name: KAPLNKA KRÍŽOVEJ CESTY  |
| ja   | Datei hochladen | Kreuzwegkapelle(sk) ObjektID: 306-757/3    | Standort KG: Považská Bystrica Konskr.Nr.:                     | 2.zastavenie                            | 2. Kreuzwegstation                                              | č. NKP: 306-757/3 Stand des NKP: 2012-02-28 Name: KAPLNKA KRÍŽOVEJ CESTY  |
| ja   | Datei hochladen | Kreuzwegkapelle(sk) ObjektID: 306-757/4    | Standort KG: Považská Bystrica Konskr.Nr.:                     | 3.zastavenie                            | 3. Kreuzwegstation                                              | č. NKP: 306-757/4 Stand des NKP: 2012-02-28 Name: KAPLNKA KRÍŽOVEJ CESTY  |
| ja   | Datei hochladen | Kreuzwegkapelle(sk) ObjektID: 306-757/5    | Standort KG: Považská Bystrica Konskr.Nr.:                     | 4.zastavenie                            | 4. Kreuzwegstation                                              | č. NKP: 306-757/5 Stand des NKP: 2012-02-28 Name: KAPLNKA KRÍŽOVEJ CESTY  |
| ja   | Datei hochladen | Kreuzwegkapelle(sk) ObjektID: 306-757/6    | Standort KG: Považská Bystrica Konskr.Nr.:                     | 5.zastavenie                            | 5. Kreuzwegstation                                              | č. NKP: 306-757/6 Stand des NKP: 2012-02-28 Name: KAPLNKA KRÍŽOVEJ CESTY  |
| ja   | Datei hochladen | Kreuzwegkapelle(sk) ObjektID: 306-757/7    | Standort KG: Považská Bystrica Konskr.Nr.:                     | 6.zastavenie                            | 6. Kreuzwegstation                                              | č. NKP: 306-757/7 Stand des NKP: 2012-02-28 Name: KAPLNKA KRÍŽOVEJ CESTY  |
| ja   | Datei hochladen | Kreuzwegkapelle(sk) ObjektID: 306-757/8    | Standort KG: Považská Bystrica Konskr.Nr.:                     | 7.zastavenie                            | 7. Kreuzwegstation                                              | č. NKP: 306-757/8 Stand des NKP: 2012-02-28 Name: KAPLNKA KRÍŽOVEJ CESTY  |
| ja   | Datei hochladen | Kreuzwegkapelle(sk) ObjektID: 306-757/9    | Standort KG: Považská Bystrica Konskr.Nr.:                     | 8.zastavenie                            | 8. Kreuzwegstation                                              | č. NKP: 306-757/9 Stand des NKP: 2012-02-28 Name: KAPLNKA KRÍŽOVEJ CESTY  |
| ja   | Datei hochladen | Kreuzwegkapelle(sk) ObjektID: 306-757/10   | Standort KG: Považská Bystrica Konskr.Nr.:                     | 9.zastavenie                            | 9. Kreuzwegstation                                              | č. NKP: 306-757/10 Stand des NKP: 2012-02-28 Name: KAPLNKA KRÍŽOVEJ CESTY |
| ja   | Datei hochladen | Kreuzwegkapelle(sk) ObjektID: 306-757/11   | Standort KG: Považská Bystrica Konskr.Nr.:                     | 10.zastavenie                           | 10. Kreuzwegstation                                             | č. NKP: 306-757/11 Stand des NKP: 2012-02-28 Name: KAPLNKA KRÍŽOVEJ CESTY |
| ja   | Datei hochladen | Kreuzwegkapelle(sk) ObjektID: 306-757/12   | Standort KG: Považská Bystrica Konskr.Nr.:                     | 11.zastavenie                           | 11. Kreuzwegstation                                             | č. NKP: 306-757/12 Stand des NKP: 2012-02-28 Name: KAPLNKA KRÍŽOVEJ CESTY |
| ja   | Datei hochladen | Kreuzwegkapelle(sk) ObjektID: 306-757/13   | Standort KG: Považská Bystrica Konskr.Nr.:                     | 12.zastavenie                           | 12. Kreuzwegstation                                             | č. NKP: 306-757/13 Stand des NKP: 2012-02-28 Name: KAPLNKA KRÍŽOVEJ CESTY |
| ja   | Datei hochladen | Statue(sk) ObjektID: 306-759/0             | Standort KG: Považská Bystrica Konskr.Nr.:                     | Panna Mária                             | Jungfrau Maria                                                  | č. NKP: 306-759/0 Stand des NKP: 2012-02-28 Name: SOCHA                   |
|      | Datei hochladen | Burgrest(sk) ObjektID: 306-2227/1          | KG: Považská Bystrica Konskr.Nr.:                              | neskúmané;Hradište Jelšové              | nicht untersucht, Ansiedlung Jelšové (Erlenbruch)               | č. NKP: 306-2227/1 Stand des NKP: 2012-02-28 Name: HRÁDOK                 |
|      | Datei hochladen | Burgrest(sk) ObjektID: 306-2228/1          | KG: Považská Bystrica Konskr.Nr.:                              | neskúmané;Hrádek                        | nicht untersuchtes Schloss                                      | č. NKP: 306-2228/1 Stand des NKP: 2012-02-28 Name: HRÁDOK                 |
| ja   | Datei hochladen | Kirche(sk) ObjektID: 306-754/0             | Hlinku A. nám. 1 Standort KG: Považská Bystrica Konskr.Nr.: 33 | r.k.Navštívenia P.M.                    | römisch-katholische Kirche Mariä Heimsuchung                    | č. NKP: 306-754/0 Stand des NKP: 2012-02-28 Name: KOSTOL                  |
| ja   | Datei hochladen | Villa(sk) ObjektID: 306-11280/0            | Štúrova ul. 14 Standort KG: Považská Bystrica Konskr.Nr.: 41   | solitér;Vila rodiny Milchovcov          | Villa Familie Milchov                                           | č. NKP: 306-11280/0 Stand des NKP: 2012-02-28 Name: VILA                  |
| ja   | Datei hochladen | Statue(sk) ObjektID: 306-763/0             | Standort KG: Považská Teplá Konskr.Nr.:                        | sv.Ján Nepomucký                        | St. Johannes Nepomuk                                            | č. NKP: 306-763/0 Stand des NKP: 2012-02-28 Name: SOCHA                   |
| ja   | Datei hochladen | Burgpalast(sk) ObjektID: 306-760/1         | Standort KG: Považské Podhradie Konskr.Nr.:                    | hradné jadro;Bystrický hrad             | Kernburg, Schloss Bystrický                                     | č. NKP: 306-760/1 Stand des NKP: 2012-02-28 Name: PALÁC HRADNÝ            |
| ja   | Datei hochladen | Schloss(sk) ObjektID: 306-762/1            | Standort KG: Považské Podhradie Konskr.Nr.: 5                  | Mladší kaštieľ                          | Herrenhaus Mladší                                               | č. NKP: 306-762/1 Stand des NKP: 2012-02-28 Name: KAŠTIEĽ                 |
|      | Datei hochladen | Wirtschaftsgebäude(sk) ObjektID: 306-762/2 | KG: Považské Podhradie Konskr.Nr.: 5                           |                                         |                                                                 | č. NKP: 306-762/2 Stand des NKP: 2012-02-28 Name: STAVBA HOSPODÁRSKA      |
|      | Datei hochladen | Kornspeicher(sk) ObjektID: 306-762/3       | KG: Považské Podhradie Konskr.Nr.: 5                           |                                         |                                                                 | č. NKP: 306-762/3 Stand des NKP: 2012-02-28 Name: SÝPKA                   |
| ja   | Datei hochladen | Schloss(sk) ObjektID: 306-761/0            | 6 Standort KG: Považské Podhradie Konskr.Nr.: 6                | Burg                                    | Herrenhaus „Burg“                                               | č. NKP: 306-761/0 Stand des NKP: 2012-02-28 Name: KAŠTIEĽ                 |

## Legende
Die Tabelle enthält im Einzelnen folgende Informationen:
| Foto:                    | Fotografie des Denkmals. |
| Denkmal / č. ÚZPF:       | Die Übersetzung der Bezeichnung des Denkmals, wie sie vom Slowakischen Denkmalamt (Pamiatkový úrad Slovenskej republiky) verwendet wird. Die Originalbezeichnung ist unter dem Fragezeichen angegeben. Fehlt die Übersetzung, so wird die Originalbezeichnung direkt angezeigt. Weiters ist die Objekt-Identifikationsnummer (Objekt ID) angeführt. Sie ist die offizielle, in der Slowakei eindeutige Nummer č. ÚZPF inklusive der zugehörigen Zählnummer, wie sie in den Daten des Denkmalamtes angegeben wird. Da diese nur innerhalb eines Landkreises gezählt wird, ist dessen Nummer der Denkmalnummer vorangestellt. |
| Standort:                | Wenn in der Liste vorhanden, ist die Adresse angegeben. In Klammern kann sich noch eine zusätzliche Adresse befinden, wenn es beispielsweise ein Eckhaus ist. Bei freistehenden Objekten ohne Adresse (zum Beispiel bei Bildstöcken) ist eine Adresse angegeben, die in der Nähe des Objekts liegt. Durch Aufruf des Links Standort wird die Lage des Denkmals in verschiedenen Kartenprojekten angezeigt. Darunter sind die Katastralgemeinde (KG) und, wenn vorhanden, die Konskriptionsnummer (Konskr. Nr.) angegeben.                                                                                                   |
| Offizielle Beschreibung: | Es ist die Kurzbeschreibung auf Slowakisch, wie sie in den offiziellen Listen angegeben ist, eingetragen. |
| Beschreibung:            | Kurze Angaben zum Denkmal auf Deutsch. |
| Metadaten:               | Zusätzlich werden, wenn in den persönlichen Einstellungen das Helferlein Dauerhaftes Einblenden von Metadaten aktiviert ist, ebensolche angezeigt. |

- Karte mit allen Koordinaten:
- OSM |
- WikiMap